# Tylomys nudicaudus
Tylomys nudicaudus és una espècie de mamífer rosegador de la família dels cricètids. Viu a altituds de fins a 2.300 msnm a Belize, El Salvador, Guatemala, Hondures, Mèxic i Nicaragua. Es tracta d'un animal nocturn i semiarborícola. Els seus hàbitats naturals són els boscos perennifolis i semicaducifolis, així com els boscos secundaris espessos. És una espècie en risc mínim, és a dir, no sembla que hi hagi cap amenaça significativa per a la seva supervivència. El seu nom específic, nudicaudus, significa ‘cua nua’ en llatí.